# Saint-Christophe-et-Niévès aux Jeux olympiques d'été de 2016
Saint-Christophe-et-Niévès participe aux Jeux olympiques d'été de 2016 à Rio de Janeiro. La délégation est composée de 7 sprinteurs dont une seule femme Tameka Williams.

## Athlétisme
Outre les épreuves individuelles, Saint-Christophe-et-Niévès aligne une équipe pour le relai 4x100m ; Allistar Clarke, Jason Rogers et Lestrod Roland ne sont inscrits que pour compléter l'équipe de relais
Hommes
Courses
| Athlète                                                                                | Épreuve          | Séries   | Séries  | Quarts de finale | Quarts de finale | Demi-finales | Demi-finales | Finale   | Finale  |
| Athlète                                                                                | Épreuve          | Résultat | Rang    | Résultat         | Rang             | Résultat     | Rang         | Résultat | Rang    |
| -------------------------------------------------------------------------------------- | ---------------- | -------- | ------- | ---------------- | ---------------- | ------------ | ------------ | -------- | ------- |
| Antoine Adams                                                                          | 100 m            | 10 s 39  | 54e (E) | NC               | NC               | Éliminé      | Éliminé      | Éliminé  | Éliminé |
| Antoine Adams                                                                          | 200 m            | 20 s 49  | 5e      | NC               | NC               | Eliminé      | Eliminé      | Eliminé  | Eliminé |
| Kim Collins                                                                            | 100 m            | 10 s 18  | 19e (Q) | NC               | NC               | 10 s 12      | 17e (E)      | Éliminé  | Éliminé |
| Brijesh Lawrence                                                                       | 100 m            | 10 s 55  | 62e (E) | NC               | NC               | Éliminé      | Éliminé      | Éliminé  | Éliminé |
| Antoine Adams Allistar Clarke Kim Collins Brijesh Lawrence Jason Rogers Lestrod Roland | Relais 4 × 100 m | 39 s 81  | 7e      | NC               | NC               | NC           | NC           | Eliminé  | Eliminé |

Femmes
Courses
| Athlète         | Épreuve | Séries   | Séries | Quarts de finale | Quarts de finale | Demi-finales | Demi-finales | Finale   | Finale  |
| Athlète         | Épreuve | Résultat | Rang   | Résultat         | Rang             | Résultat     | Rang         | Résultat | Rang    |
| --------------- | ------- | -------- | ------ | ---------------- | ---------------- | ------------ | ------------ | -------- | ------- |
| Tameka Williams | 200 m   | 23 s 61  | 6e     | Eliminé          | Eliminé          | Eliminé      | Eliminé      | Eliminé  | Eliminé |